# Lubnowo
Lubnowo (deutsch Liebenau) ist ein Ort in der polnischen Woiwodschaft Ermland-Masuren. Er gehört zur Gmina Płoskinia (Landgemeinde Plaßwich) im Powiat Braniewski (Kreis Braunsberg).

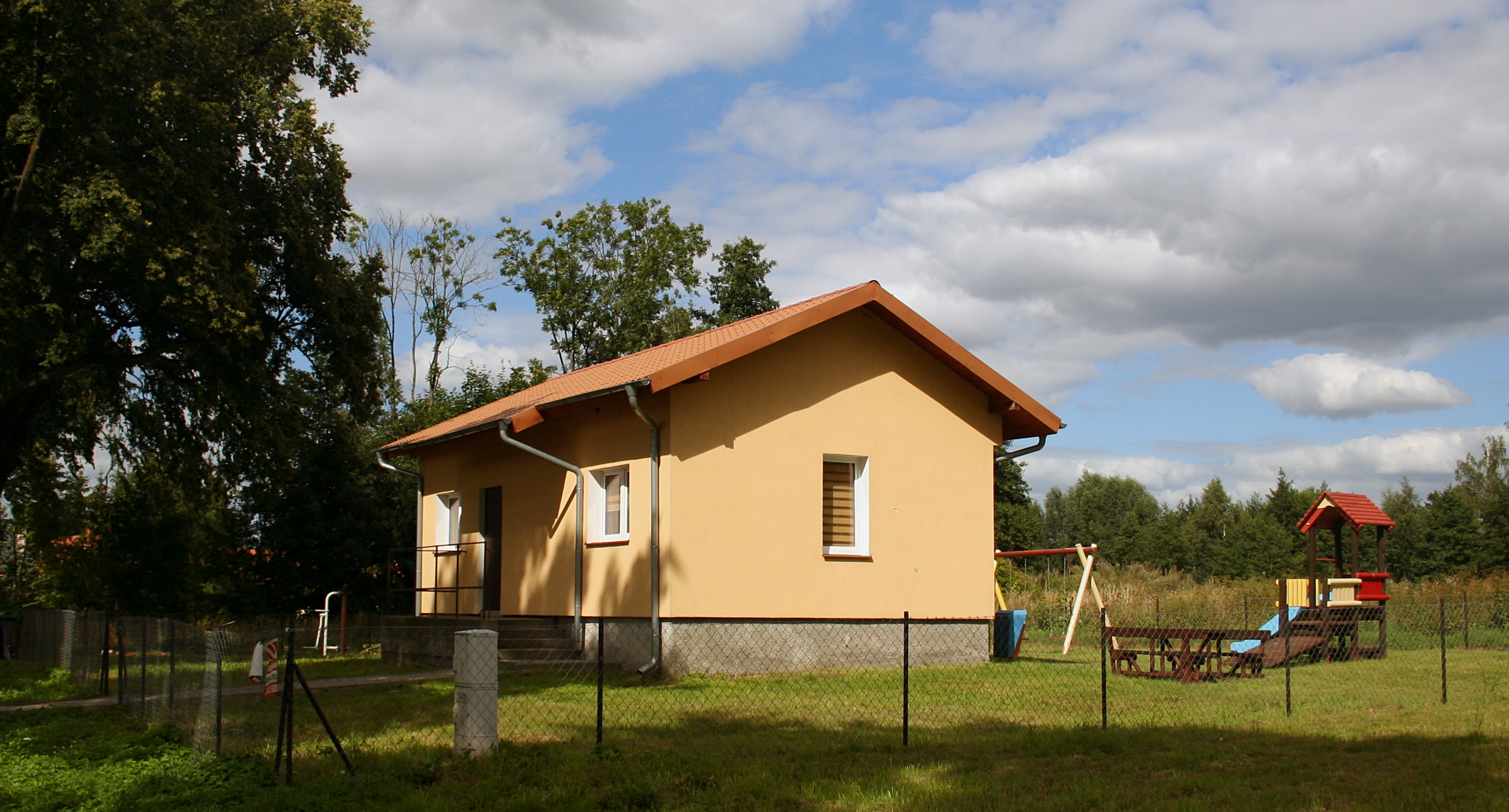
Dorfklubhaus in Lubnowo

## Geographische Lage
Lubnowo liegt im Nordwesten der Woiwodschaft Ermland-Masuren, zwölf Kilometer südöstlich der Kreisstadt Braniewo (Braunsberg).

## Geschichte
Das kleine seinerzeit Liebenau genannte Dorf kam 1874 zum neu errichteten Amtsbezirk Plaßwich (polnisch Płoskinia) im ostpreußischen Kreis Braunsberg, Regierungsbezirk Königsberg.
152 Einwohner zählte Liebenau im Jahre 1910. Ihre Zahl belief sich im Jahre 1933 auf 159 und im Jahre 1939 auf 150.
Als 1945 in Kriegsfolge das gesamte südliche Ostpreußen an Polen fiel, erhielt Liebenau die polnische Namensform „Lubnowo“. Heute ist das Dorf eine Ortschaft im Verbund der Gmina Płoskinia (Landgemeinde Plaßwich) im Powiat Braniewski (Kreis Braunsberg), von 1975 bis 1998 der Woiwodschaft Elbląg, seither der Woiwodschaft Ermland-Masuren zugehörig. Im Jahre 2021 zählte Lubnowo 70 Einwohner.

## Religion
Lubnowo ist, ebenso wie Liebenau es vor 1945 war, in die römisch-katholische Katharinenkirche in Płoskinia (Plaßwich) im jetzigen Erzbistum Ermland eingegliedert. Bis 1945 gehörte Liebenau außerdem zur evangelischen Kirche in Braunsberg (Braniewo) in der Kirchenprovinz Ostpreußen der Kirche der Altpreußischen Union, während Lubnowo heute in die  Diözese Masuren der Evangelisch-Augsburgischen Kirche in Polen zugehört.

## Verkehr
Lubnowo liegt an einer Nebenstraße, die die Kreisstadt Braniewo (Braunsberg) mit Szyleny (Schillgehnen) und Płoskinia (Plaßwich) verbindet. Eine von Wysoka Braniewska (Hogendorf) über Tolkowiec (Tolksdorf) kommende Straße endet in Lubnowo.
Die nächste Bahnstation ist Jarzębiec (Schönau). Sie  liegt an der Polnischen Staatsbahn-Linie 221 Olsztyn Gutkowo–Braniewo.